# Iowa Film Critics Association Awards 2015

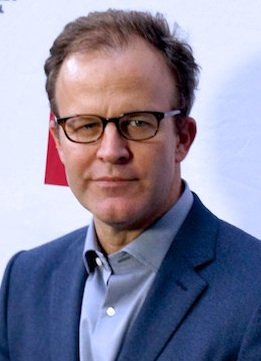
Tom McCarthy vítěz v kategorii nejlepší režie

13. ročník předávání cen asociace Iowa Film Critics Association se konal dne 12. ledna 2016.

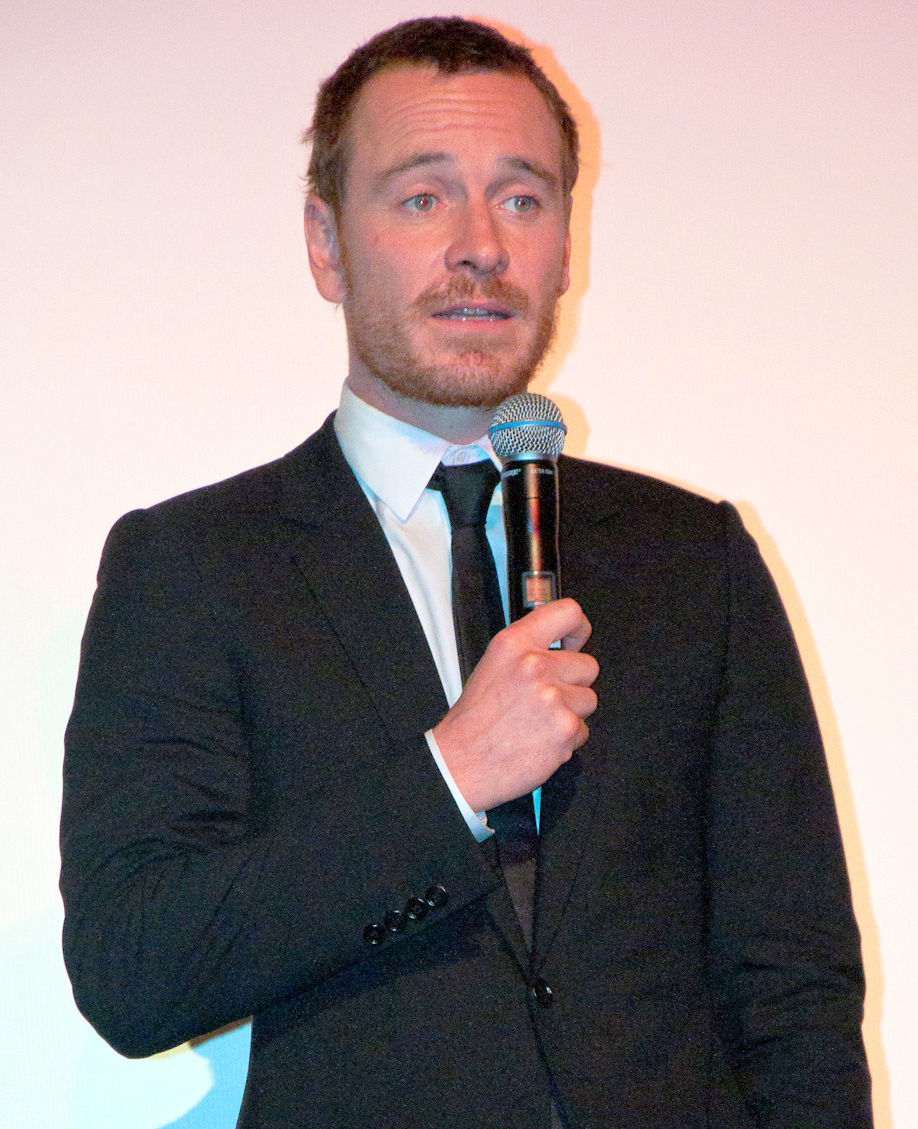
Michael Fassbender vítěz v kategorii nejlepší herec v hlavní roli

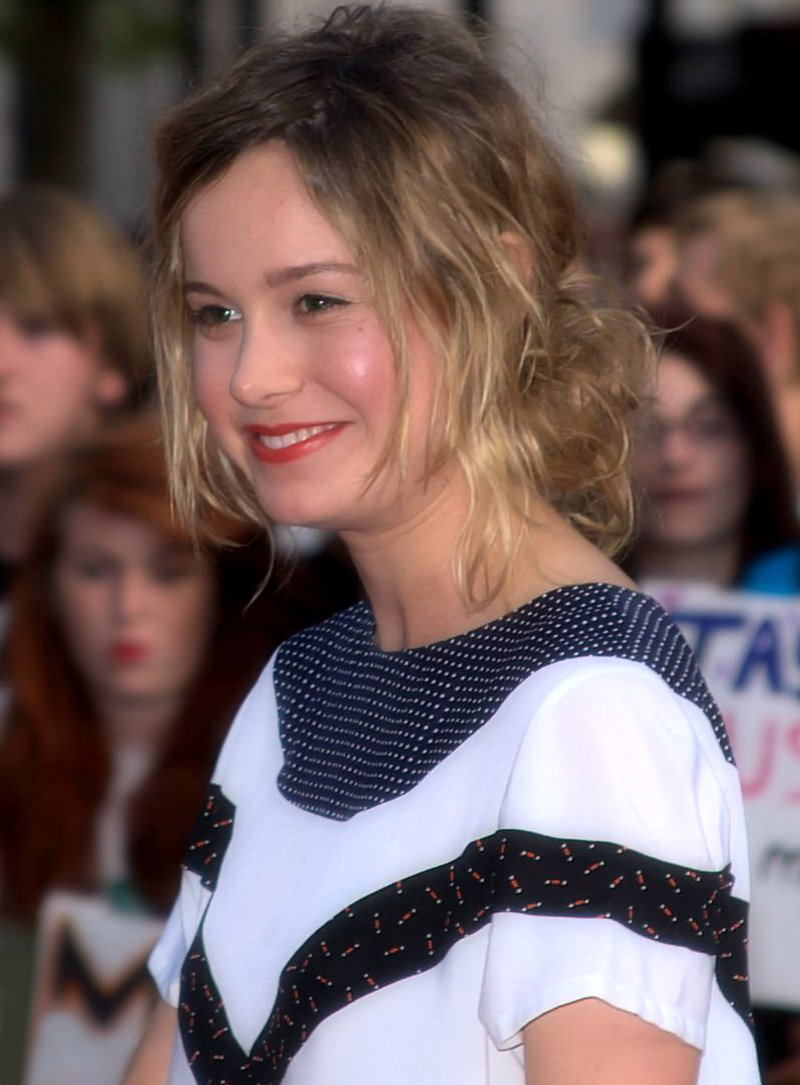
Brie Larson vítěz v kategorii nejlepší herečka v hlavní roli

## Vítězové a nominovaní
Tučně jsou označeni vítězové.

### Nejlepší film
Spotlight
- Šílený Max: Zběsilá cesta
- Steve Jobs

### Nejlepší režisér
Tom McCarthy – Spotlight
- George Miller – Šílený Max: Zběsilá cesta
- Danny Boyle – Steve Jobs

### Nejlepší herec v hlavní roli
Michael Fassbender – Steve Jobs
- Bryan Cranston – Trumbo
- Leonardo DiCaprio – Revenant Zmrtvýchvstání

### Nejlepší herečka v hlavní roli
Brie Larson – Room
- Charlotte Rampling – 45 let
- Saorise Ronan – Brooklyn

### Nejlepší herec ve vedlejší roli
Mark Ruffalo – Spotlight
- Mark Rylance – Most špionů
- Sylvester Stallone – Creed

### Nejlepší herečka ve vedlejší roli
Kate Winslet – Steve Jobs
- Alicia Vikander – Dánská dívka a Ex Machina
- Rooney Mara – Carol

### Nejlepší dokument
Amy
- Listen to Me Marlon
- Where to Invade Next

### Nejlepší animovaný film
V hlavě
- Anomalisa
- Ovečka Shaun ve filmu

### Nejlepší původní hudba
Ennio Morricone – Osm hrozných
- Howard Shore – Spotlight
- Michael Brook – Brooklyn

### Nejlepší filmová píseň
„See You Again“ – Rychle a zběsile 7
- „One Kind of Love“ – Love & Mercy
- „Simple Song #3“ – Mládí

### Nejlepší film s premiérou v Iowě
45 let